# Anametopochaeta olindoides
Anametopochaeta olindoides là một loài ruồi trong họ Tachinidae.